# Samhällsrisk
Samhällsrisk används för att beskriva hur en typ av negativ händelser påverkar samhället eller en del av det. Den inkluderar då risken för alla personer som kan utsättas för denna händelse även om det sker sällan. Samhällsrisken är viktig att bedöma när riskerna inte kan beskrivas tillräckligt väl av individrisken. Ett mått på samhällsrisken är antalet dödsfall per år. Ett vanligt verktyg är F-N-kurvan, som ger en mer detaljerad bild, då antalet döda vid olika händelser beskrivs som funktion av händelsens sannolikhet. 